# Сальников, Олег Николаевич
Олег Николаевич Сальников (1 декабря 1975, Пикалёво) — советский и российский футболист, полузащитник.

## Биография
Воспитанник футбольной школы «Металлург» Пикалево, первый тренер В. Н. Дмитриев. С 1990 года играл в первенстве КФК за «Металлург» Бокситогорск. В 1991 году перешёл в другой клуб КФК «Глинозём» Пикалёво. В первенстве России за команду, переименованную в «Металлург», играл в КФК (1992—1993, 1996—1997) и третьей лиге (1994—1995). В 1997 году перешёл в команду второй лиги «Спартак-Орехово» Орехово-Зуево, с которой в следующем сезоне вышел в первый дивизион. Играл за команды первого дивизиона «Балтика» Калининград (2000—2001) и «Рубин» Казань (2002). Вторую половину сезона-2002 провёл в КФК в составе пикалёвского клуба. Играл за команды второго дивизиона «Динамо» Ставрополь (2003—2004), «Волга» НН (2005—2008) и, после годичного перерыва, во время которого работал администратором в «Волге», — за «Север» Мурманск (2010).
В сезоне 2011/12 — играющий тренер в составе любительского клуба «Металлург-ТФЗ» Тихвин, в 19 играх забил пять мячей. В 2013 и 2014 годах — главный тренер ФК «Эликорт» Гатчина (чемпион Ленинградской области 2014). В 2015—2018 годах — главный тренер команды чемпионата Ленинградской области «Металлург-БМР» Бокситогорский район (чемпион Ленинградской области 2017). В 2018—2019 годах — тренер ДЮФК ФК «Звезда» Санкт-Петербург. С 2020 года — тренер ДЮФК ФК «Ростов-2004».